# Legepladsen (album)
Legepladsen er Gnags' 21. studiealbum, udgivet i 2008 af Sony BMG og Genlyd Grammofon. På albummet var Gnags reduceret til en kvartet bestående af Peter A.G. Nielsen, Mads Michelsen, Mika Vandborg og Bastian Sjelberg. Dermed var Peter A.G. Nielsen den eneste tilbageværende, der havde været medlem før 1981, hvor Michelsen trådte ind i gruppen. Musikken på Legepladsen blev af gruppen betegnet som en "en klassisk groovy Gnags-lyd – dog meget mere skramlet end tidligere".
Albummet fik en positiv modtagelse i Gaffa, hvor Jan Opstrup Poulsen beskrev pladen som "lidt af et comeback for Gnags". Andre anmeldelser var mere lunkne. I Politiken beskrev Erik Jensen teksternes budskaber som "forudsigelige", mens Peter Schollert i Jyllands-Posten roste titelnummeret "Dr. Legepladsen", men mente, albummet havde for mange middelmådige numre. Thomas Søie Hansen fra Berlingske Tidende var også mindre positiv: "Det går for langsomt, stilen er udvandet, arrangementerne for lette og løse. Og den rå power, der jo ligger så godt til Peter A.G. blomstrer alt, alt for lidt. Desværre." Titelnummeret roses dog også i denne anmeldelse.
Legepladsen gik ind på en 3. plads på hitlisten, og solgte 2900 eksemplarer i den første uge. Albummet endte dog kun med at tilbringe fire uger i top 40. Peter A.G. Nielsen udtalte i 2017 om albummet: "Det var ambitiøst, og vi forsøgte os med bl.a. strygere. Men vi formåede ikke at skabe numre, der stod lige så stærkt hos folk som sangene med det gamle Gnags, og det endte med, at jeg i stedet fokuserede på en solokarriere – et sted, hvor jeg kunne blive gammel som musiker".

## Numre
1. "Dr. Legepladsen"
2. "Hed dag"
3. "Skyggemanden"
4. "Godmorgen solskin"
5. "Godt nytår"
6. "Se hvor de løber"
7. "Mundharmonika"
8. "Gul spot"
9. "Dette mørke"
10. "Under den hvide måne"
11. "Vild bippetone"
12. "Lige meget hvor langt jeg er væk"
13. "Inhaleret"
14. "T.A.K."

Tekst og musik: Peter A.G. Nielsen